# Le Nez (Chostakovitch)
Нос
Pour les articles homonymes, voir Nez (homonymie).
Le Nez (en russe Нос) est un opéra (op.15, en trois actes et dix tableaux) de Dmitri Chostakovitch sur un livret d'Evgueni Zamiatine, Gueorgui Ionine, Alexandre Preis et du compositeur, inspiré de la nouvelle éponyme de Nicolas Gogol avec des emprunts à trois œuvres du même auteur (Les Âmes mortes, La Nuit de mai et Tarass Boulba)[réf. nécessaire]. Il est créé le 18 juin 1930 au théâtre Maly de Léningrad.

## Historique

### Genèse
Pour ce premier opéra du compositeur âgé alors de 21 ans, le livret, en trois actes et dix tableaux, fut écrit entre l'automne de 1927 et juillet 1928 avec l'aide d'Evgueni Zamiatine.

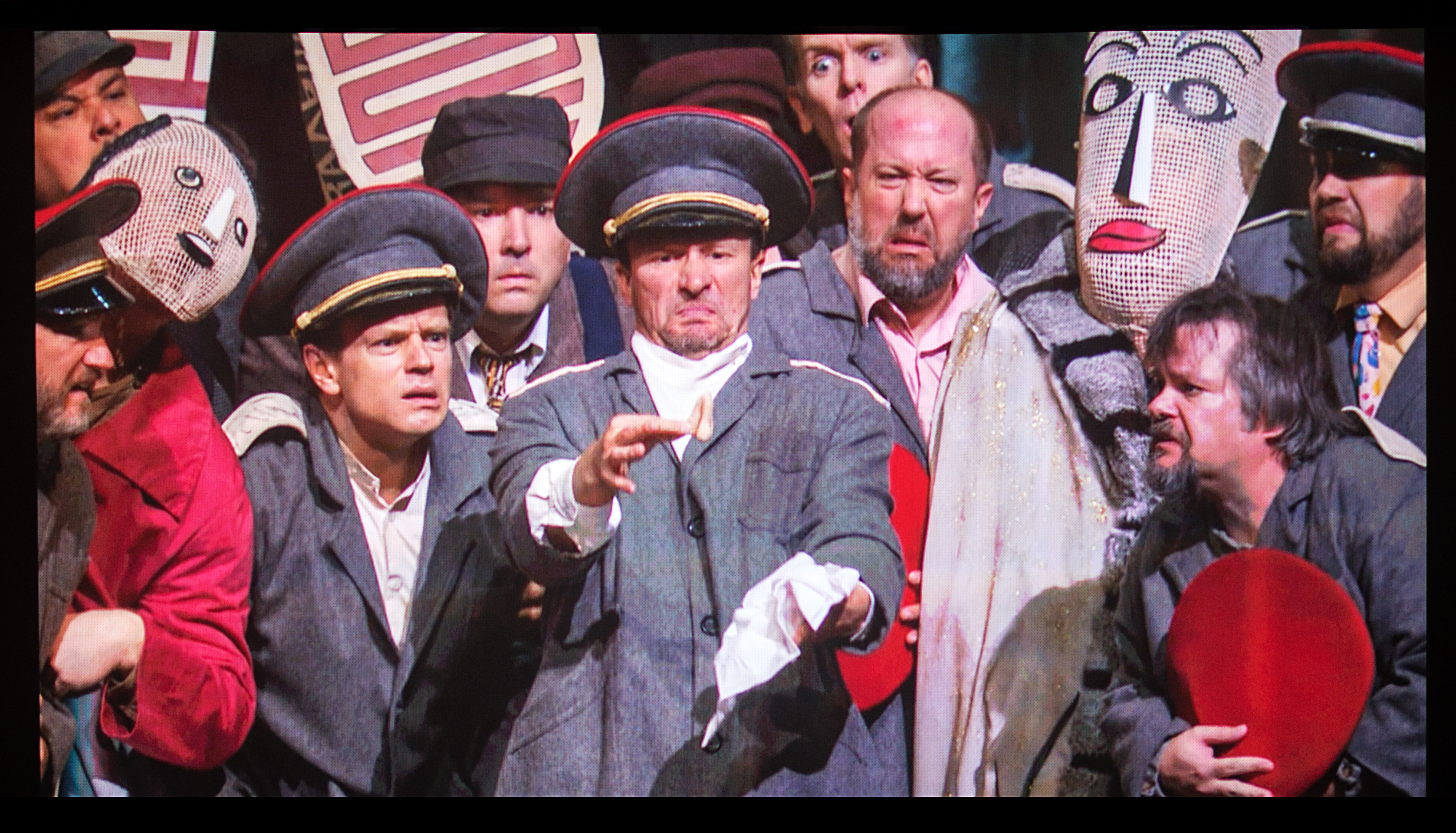
Le Nez au Metropolitan Opera de New York en 2013.

### Création et réception
En 1929, il fut critiqué par l'Association russe des musiciens prolétaires pour son « formalisme » (en jargon stalinien, son élitisme), et les premières critiques furent généralement mauvaises. Il n'y eut pas plus de seize représentations, et l'œuvre ne devait plus être jouée en Union soviétique avant 1974, quand Guennadi Rojdestvenski et Boris Pokrovski (en) la réhabilitèrent à l'Opéra de chambre de Moscou, un an avant la mort du compositeur.
Créations françaises : en français par l'atelier lyrique du Rhin en novembre 1979 à Tourcoing, direction de Yves Prin, et en russe par l'Orchestre de chambre de Moscou en novembre 1981 à la salle Pleyel, direction de Guennadi Rojdestvenski.

## Analyse
Aujourd'hui, Le Nez est reconnu comme un chef-d'œuvre de la période futuriste du compositeur. Il contient un entracte entre le deuxième et le troisième tableau du premier acte qui est une pièce pour percussions seules, une des toutes premières de la musique occidentale, avant Ionisations (1929-1931) d'Edgard Varèse. Avant eux, Arthur Honegger leur avait dédié le septième mouvement ("Les hommes et la terre") de son concerto de chambre Le Dit des Jeux du Monde (1918), tout comme Erwin Schulhoff dans la Danse du crâne (Schädeltanz) de son ballet Ogelala (1922-1925).

## Contenu de l’œuvre

### Rôles
L'œuvre compte plus de 70 rôles chantés, des rôles parlés, des rôles muets et des chœurs.
| Rôles principaux                       | Voix         |
| -------------------------------------- | ------------ |
| Kovaliov, assesseur de collège         | Baryton      |
| Le Nez                                 | Ténor        |
| Ivan Iakovlevitch, barbier             | Basse        |
| Prascovia Ossipovna, épouse du barbier | Soprano      |
| Le gendarme                            | Ténor altino |
| Ivan                                   | Ténor        |
| Le docteur                             | Basse        |

### Composition de l'orchestre
L'orchestration de l'ouvrage est composé de l'effectif détaillé suivant :
- Piccolo, flûte alto en sol, hautbois, cor anglais, clarinette, petite clarinette en mi bémol, clarinette en la, clarinette basse, basson, contrebasson
- Cor, trompette, cornet, trombone
- Percussions : triangle, tambourin, castagnettes, tambour, tom, crécelle, cymbales, caisse claire, tam-tam, glockenspiel, cloches, xylophone, flexatone
- 2 harpes, piano, balalaïka, domra,
- Cordes

### Résumé
Tirée de la nouvelle Le Nez de Nicolas Gogol, l'argument narre les mésaventures d'un fonctionnaire de Saint-Pétersbourg auquel son nez fausse compagnie pour mener sa propre existence. L'argument se veut une satire féroce de la mentalité petite-bourgeoise. Kovaliov n'est en effet obsédé que par le « rôle » social de son nez. Sa seule préoccupation est celle de son apparence.

### Acte I
1. Introduction
2. Salon de barbier d'Ivan Yakovlévitch
3. Quais de la Néva
4. Intermède musical
5. Chambre à coucher de Kovaliov
6. Galop
7. Cathédrale de Kazan

### Acte II
1. Introduction
2. Service des annonces d'un journal
3. Largo
4. Intermède musical
5. Appartement de Kovaliov

### Acte III
1. Relais de poste à la périphérie de Saint-Pétersbourg
2. Salons de Kovaliov et de la Podtotchine
3. Intermède

### Épilogue
1. Appartement de Kovialov
2. Perspective Nevski

## Représentations
- Plusieurs représentations furent joués à l'Opéra Bastille à Paris en novembre 2005, dirigées par Valery Gergiev et mis en scène par Yuri Alexandrov[5].
- Une production eut lieu en 2011 au Festival lyrique d'Aix-en-Provence et à Lyon, coproduite par le Met et l'Opéra de Lyon, dirigée par Kasushi Ono et mis en scène par William Kentridge[2],[6],[7].
- Œuvre offerte dans le cadre des échanges avec l'Union Européenne de Radio et Télévision, une production est jouée au Théâtre National de Munich et enregistré le 27 octobre 2021, dirigée par Vladimir Jurowski et mis en scène par Kirill Serebrennikov[8],[9],[10].

## Discographie
- Guennadi Rojdestvenski, solistes, chœurs et orchestre du théâtre musical de chambre de Moscou, enregistré en 1975, Le Chant du Monde.
- Valeri Guerguiev, orchestre et chœur du théâtre Mariinsky de Saint-Pétersbourg, 2008, Mariinsky Label[11].
- Musique russe à Prague, chez Praga, contenant la Suite d'orchestre, tirée de l'opéra Le Nez, op. 15a, Orchestre philharmonique tchèque, dirigé par Guennadi Rojdestvenski en 1973.